# Copidaster lymani
Copidaster lymani is een zeester uit de familie Ophidiasteridae.
De wetenschappelijke naam van de soort werd in 1948 gepubliceerd door Austin Hobart Clark.